# Simon Tüting
Simon Tüting (ur. 7 września 1986 w Münster) – niemiecki piłkarz grający zazwyczaj na pozycji ofensywnego pomocnika. W pierwszej Bundeslidze niemieckiej rozegrał jeden mecz w barwach klubu Hansa Rostock. Od 1 lipca 2012 gra w klubie SV Sandhausen.